# Edificio Holzwasser-Walker Scoot y Edificio Owl Drug
Edificio Holzwasser-Walker Scoot y Edificio Owl Drug (en inglés: Holzwasser-Walker Scoot Building and Owl Drug Building) es un edificio histórico ubicado en San Diego, California.  Edificio Holzwasser-Walker Scoot y Edificio Owl Drug se encuentra inscrito  en el Registro Nacional de Lugares Históricos desde el 27 de febrero de 2005. 

## Ubicación
Edificio Holzwasser-Walker Scoot y Edificio Owl Drug se encuentra dentro del condado de San Diego en las coordenadas 32°43′05″N 117°09′39″O / 32.718056, -117.160833.